# Vĩnh Xuân (xã)
Vĩnh Xuân là một xã thuộc tỉnh Vĩnh Long, Việt Nam.

## Địa lý
Xã Vĩnh Xuân có vị trí địa lý:
- Phía đông giáp xã Hiếu Thành.
- Phía tây giáp xã Trà Ôn.
- Phía nam giáp xã Tam Ngãi.
- Phía bắc giáp xã Trà Côn và Hòa Bình.

Xã Vĩnh Xuân có diện tích 57,79 km², dân số năm 2025 là 42.370 người, mật độ dân số đạt 733 người/km².

## Hành chính
Xã Vĩnh Xuân được chia thành 7 ấp: Gò Tranh, La Ghì, Vĩnh Khánh I, Vĩnh Khánh II, Vĩnh Lợi, Vĩnh Thành, Vĩnh Trinh.

## Lịch sử
Ngày 6 tháng 12 năm 2019, Hội đồng Nhân dân tỉnh Vĩnh Long ban hành Nghị quyết 228/NQ-HĐND về việc:
- Sáp nhập toàn bộ ấp Vĩnh Tắc vào ấp Vĩnh Thành
- Sáp nhập toàn bộ ấp Vĩnh Tiến vào ấp Vĩnh Khánh II.

Ngày 16 tháng 6 năm 2025, Ủy ban Thường vụ Quốc hội ban hành Nghị quyết số 1687/NQ-UBTVQH15 về việc sắp xếp các đơn vị hành chính cấp xã của tỉnh Vĩnh Long năm 2025. Theo đó, sắp xếp toàn bộ diện tích tự nhiên, quy mô dân số của các xã Vĩnh Xuân, Thuận Thới và Hựu Thành thành xã mới có tên gọi là xã Vĩnh Xuân.
Sau khi sáp nhập, xã Vĩnh Xuân có 57,79 km² diện tích tự nhiên và dân số 42.370 người.